# Torben Grimmel
Torben Risgaard Grimmel, född 23 november 1975 i Odder, är en dansk sportskytt.
Grimmel blev olympisk silvermedaljör i gevär vid sommarspelen 2000 i Sydney.